# Olivier Lambert
Olivier Lambert (Rennes, 3 de mayo de 1971) es un deportista francés que compitió en esgrima, especialista en la modalidad de florete.
Ganó una medalla de oro en el Campeonato Mundial de Esgrima de 1997 en la prueba por equipos. Participó en los Juegos Olímpicos de Barcelona 1992, ocupando el séptimo lugar en la prueba por equipos.

## Palmarés internacional
| Campeonato Mundial | Campeonato Mundial          | Campeonato Mundial | Campeonato Mundial  |
| Año                | Lugar                       | Medalla            | Prueba              |
| ------------------ | --------------------------- | ------------------ | ------------------- |
| 1997               | Ciudad del Cabo (Sudáfrica) | Medalla de oro     | Florete por equipos |